# Вторгнення у Квебек
Вто́ргнення у Квебе́к (англ. Invasion of Quebec; фр. Invasion du Québec) або вто́ргнення в Кана́ду — перша масштабна військова кампанія новоствореної Континентальної армії проти Великої Британії під час війни за незалежність США, проведена у червні 1775 — жовтні 1776 років. Метою кампанії було захоплення провінції Квебек (частина сучасної Канади) та залучення франкомовних канадців до участі у війні за незалежність на боці «Тринадцяти колоній».
Одна з військових експедицій американців у ході кампанії, очолена генералом Річардом Монтгомері, вийшла з форту Тікондерога та взяла в облогу й захопила форт Сен-Жан і Монреаль, ледве не захопивши в полон британського генерала Ґая Карлтона. Інша експедиція, очолена Бенедиктом Арнольдом, вийшла з Кембриджа (Массачусетс) і, доклавши значних виснажливих зусиль, перейшла неосвоєні землі Мену. Два угруповання зійшлися біля міста Квебек, однак зазнали поразки від британців у битві за місто в грудні 1775 року.
Експедиція Монтгомері покинула форт Тікондерога у серпні 1775 року, а в середині вересня розпочала облогу форту Сен-Жан — головного оборонного пункту британців на південь від Монреаля. Після захоплення форту в листопаді британський генерал Карлтон покинув Монреаль і перейшов до Квебека. Монтгомері взяв без бою Монреаль і виступив на Квебек з армією, що постійно зменшувала свою чисельність через завершення термінів служби у багатьох солдатів. Монтгомері підійшов під місто й там об'єднався із силами генерала Арнольда, що вирушив з міста Кембридж у Массачусетсі на початку вересня й очолював армію, знесилену й виснажену походом через Мен.
Сили двох експедицій з'єдналися у грудні 1775 року. В останній день року, 31 грудня, що відзначився сильним снігопадом, вони атакували Квебек. Битва обернулася для Континентальної армії катастрофічною поразкою: Монтгомері був убитий, Арнольд — поранений. При цьому оборонці міста зазнали незначних втрат. Після цього Арнольд із силами, що залишилися, розпочав безуспішну облогу Квебека, у ході якої успішні британські пропагандистські кампанії підсилили суспільні настрої на користь лоялістів. Водночас у Монреалі дії генерала Девіда Вустера, залишеного американцями, збурили як прихильників, так і противників війни за незалежність.
Велика Британія надіслала до Квебеку кількатисячний контингент на чолі з Джоном Бергойном, до якого також доєдналися гессенські найманці. Тоді генерал Карлтон розпочав контрнаступ, відкидаючи назад до форту Тікондерога дезорганізовані й виснажені епідемією віспи сили Континентальної армії. Однак американським силам вдалося зупинити британський наступ, так що 1776 року британцям не вдалося атакувати Тікондерогу. Після Квебецької кампанії, 1777 року у долині річки Гудзон відбулася Саратозька кампанія, розпочата британцями для придушення повстання Тринадцяти колоній.

## Передумови

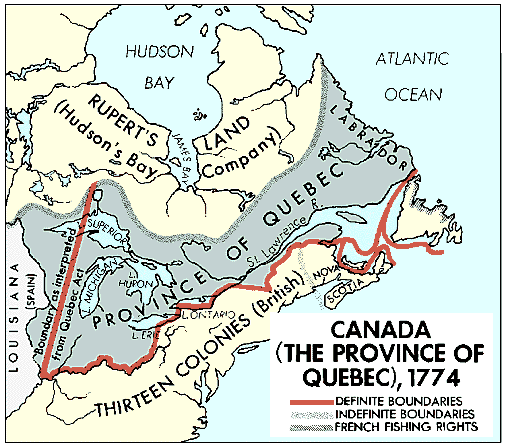
Провінція Квебек у 1775 році

Навесні 1775 року битвами при Лексінгтоні та Конкорді розпочалася війна за незалежність США. На той час конфлікт перебував у стані застою: британські підрозділи були оточені колоніальним ополченням під час облоги Бостона. Знаючи про наявність великої кількості зброї та боєприпасів у британському форті Тікондерога, у травні 1775 року генерали Бенедикт Арнольд та Ітан Аллен силами колоніального ополчення захопили його та форт Краун-Пойнт. Крім того, ополчення здійснило рейд до форту Сен-Жан. Станом на червень 1775 року Тікондерога та Краун-Пойнт разом мали гарнізон у 1000 солдатів коннектикутського ополчення на чолі з Бенджаміном Гінманом.

### Рішення конгресу

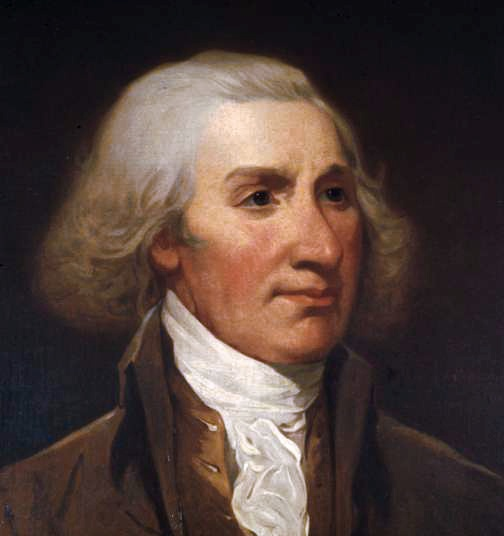
Генерал Філіп Скайлер

1774 року Перший Континентальний конгрес запросив франко-канадців долучитися до другого зібрання конгресу, запланованого на травень 1775 року. Другий Континентальний конгрес надіслав ще одне запрошення, однак на жодне з них відповіді не було.
Після взяття Тікондероги Арнольд та Аллен зазначили, що форт необхідно утримувати надалі для захисту від можливих спроб британців військовим шляхом розділити колонії; також вони повідомили, що Квебек був малозахищений. Арнольд та Аллен запропонували конгресу власні плани операцій проти Квебеку, припускаючи, що сил розміром 1200—1500 солдатів буде достатньо, щоб вигнати британців з регіону. Спершу конгрес ухвалив рішення покинути захоплені форти, поклавши на Нью-Йорк та Коннектикут завдання забезпечити війська усім необхідним для ведення оборонних дій. Однак публічні виступи в Новій Англії та, зокрема, Нью-Йорку змусили конгрес змінити свою позицію. Коли стало зрозуміло, що генерал Ґай Карлтон, управитель Квебеку, укріпив форт Сен-Жан та намагався залучити індіанські племена ірокезів на бік Британії, конгрес вирішив зайняти більш активну позицію. 27 червня 1775 року конгрес наказав генералу Філіпу Скайлеру спланувати і, за можливості, організувати вторгнення у Квебек. Бенедикт Арнольд, що відтепер був підлеглим Скайлера, вирушив до Бостона, щоб вмовити генерала Джорджа Вашингтона відіслати частину своїх сил до Квебека під його командуванням.

### Оборонні приготування британців
Після рейду американців до форту Сен-Жан генерал Ґай Карлтон був упевнений у наявності загрози з півдня й запросив підкріплення з Бостона від генерала Томаса Гейджа. Також до оборони Монреаля та міста Квебек Карлтон залучив місцеве ополчення, хоча його участь мала обмежений успіх. У відповідь на взяття Тікондероги та рейд до форту Сен-Жан Карлтон надіслав до останнього, розташованого на річці Рішельє на південь від Монреаля, загін із 700 солдатів, наказавши їм будувати судна для плавання по озеру Шамплейн; також він призвав для служби близько тисячі індіанців племені могавків. Оскільки Карлтон надав форту Сен-Жан роль головного оборонного пункту, сам він залишився в Монреалі із загоном у всього 150 солдатів. Оборону Квебека генерал Карлтон доручив лейтенанту-губернатору Гектору де Крамаге.

### Переговори з індіанськими племенами
Ґай Джонсон, лояліст, агент британців у справах індіанців, що проживав у долині Могок в Нью-Йорку, мав досить приязні стосунки з ірокезами штату. Джонсон був занепокоєний через загрозу для себе та своєї родини, коли з'ясувалося, що американські патріоти встановили контроль над Нью-Йорком. Будучи впевненим у неможливості свого подальшого безпечного перебування в Нью-Йорку, Джонсон покинув свій маєток із 200 лоялістами та прихильниками з племені могавків. Спершу він рушив до форту Онтаріо, де 17 червня прийняв обіцянки від індіанських племінних вождів (переважно ірокезів та гуронів) надалі допомагати зберігати продовольство та підтримувати лінії зв'язку й загалом підтримувати Британію в «роздратуванні ворога». Потім Джонсон рушив до Монреаля, де зустрівся з генералом Карлтоном та понад 1500 індіанцями, з якими було укладено такі ж домовленості. Однак більшість племен, що уклали домовленості з британцями, були могавками; водночас більшість племен ірокезької конфедерації уникали подібних переговорів, намагаючись зберігати нейтралітет. Після зібрання в Монреалі більшість могавків залишилися на територіях навколо міста. Утім, коли стало зрозуміло, що американці здійснять вторгнення до Квебеку, в середині серпня 1775 року більшість індіанців повернулися на місця свого проживання.
Континентальний конгрес мав намір не допустити участі ірокезів у війні. У липні 1775 року пресвітеріанський місіонер Семюел Керкленд, впливовий серед індіанців онайда, передав їм послання від конгресу: «Ми бажаємо, щоб ви залишалися вдома й не приєднувалися до жодної зі сторін, але тримали сокиру глибоко закопаною». Племена онайда й тускарора формально залишалися нейтральними, однак багато їхніх представників були прихильними до повстанців з Тринадцяти колоній. Повідомлення про укладення домовленостей між індіанцями та британцями в Монреалі спонукали генерала Скайлера скликати зібрання в Олбані в середині серпня. До зібрання долучилися 400 індіанців (переважно онайда та тускарора й лише кілька могавків), а також Скайлер та інші американські лідери, що пояснювали суть протистояння колоній з Великою Британією, підкреслюючи, що вони боряться за свої права й не мають на меті завоювання. Присутні на зібранні вожді погодилися зберігати нейтралітет; один із вождів могавків заявив, що ця війна є «сімейною справою» і що вони «сидітимуть спокійно й спостерігатимуть, як ви б'єтеся». Утім, американці пообіцяли індіанцям вирішити питання захоплення їхніх земель білими колоністами.

## Експедиція Монтгомері

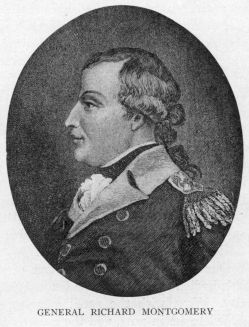
Генерал Річард Монтгомері

Провідну роль у вторгненні відіграв генерал Філіп Скайлер, що мав пройти озеро Шамплейн, дістатися Монреаля і звідти завдати удару по Квебеку. До сил експедиції мали увійти підрозділи, сформовані в Нью-Йорку, Коннектикуті та Нью-Гемпширі. Крім того, Нью-Йорк забезпечив підрозділ громадянського ополчення Green Mountain Boys, командувачем якого став Сет Ворнер. Однак Скайлер поводився занадто обережно й довго не розпочинав вторгнення. У середині серпня американці отримували повідомлення про те, що генерал Карлтон готує оборонні позиції за межами Монреаля і що деякі індіанські племена стали на бік британців.

### Облога форту Сен-Жан
25 серпня, коли Скайлер перебував в Олбані на зібранні з індіанцями, генерал Річард Монтгомері отримав повідомлення про те, що кораблі, які за наказом Карлтона будували на озері Шамплейн, майже готові. Тоді Монтгомері, користуючись відсутністю Скайлера та чітких наказів щодо просування військ, очолив експедицію з 1200 солдатів і рушив з ними від форту Тікондерога до острова Іль-о-Нуа на річці Рішельє, куди прибув 4 вересня. Генерал Скайлер, що тоді захворів, наздогнав війська Монтгомері на шляху до острова. Він надіслав листа Джеймсу Лівінгстону — канадцю, готовому зібрати місцеве ополчення та допомогти американцям під час бойових дій на півдні від Монреаля. Наступного дня сили американців підійшли до форту Сен-Жан, де відбулася коротка сутичка, в якій обидві сторони зазнали втрат. Після цього Монтгомері та Скайлер відвели свої сили до початкових позицій на Іль-о-Нуа. З боку британців у зіткненні взяли участь переважно індіанці, що не отримали жодної допомоги з форту Сен-Жан, через що вирішили відступити. Інших індіанських союзників Британії, могавків, що намагалися перейти від Канаваке до Сен-Жана, перехопили союзні американцям представники племені онайда. Вони вмовили їх повернутися до рідних сіл, куди згодом прибули британці Ґай Джонсон, Деніел Клоз та Джозеф Брант, які намагалися повернути їх на свій бік. Відмовившись від зустрічі з Джонсоном та Клозом, онайда пояснили могавкам та Бранту умови угоди, укладеної в Олбані. Після цього Брант та британські агенти покинули їх, не отримавши жодних обіцянок про підтримку.

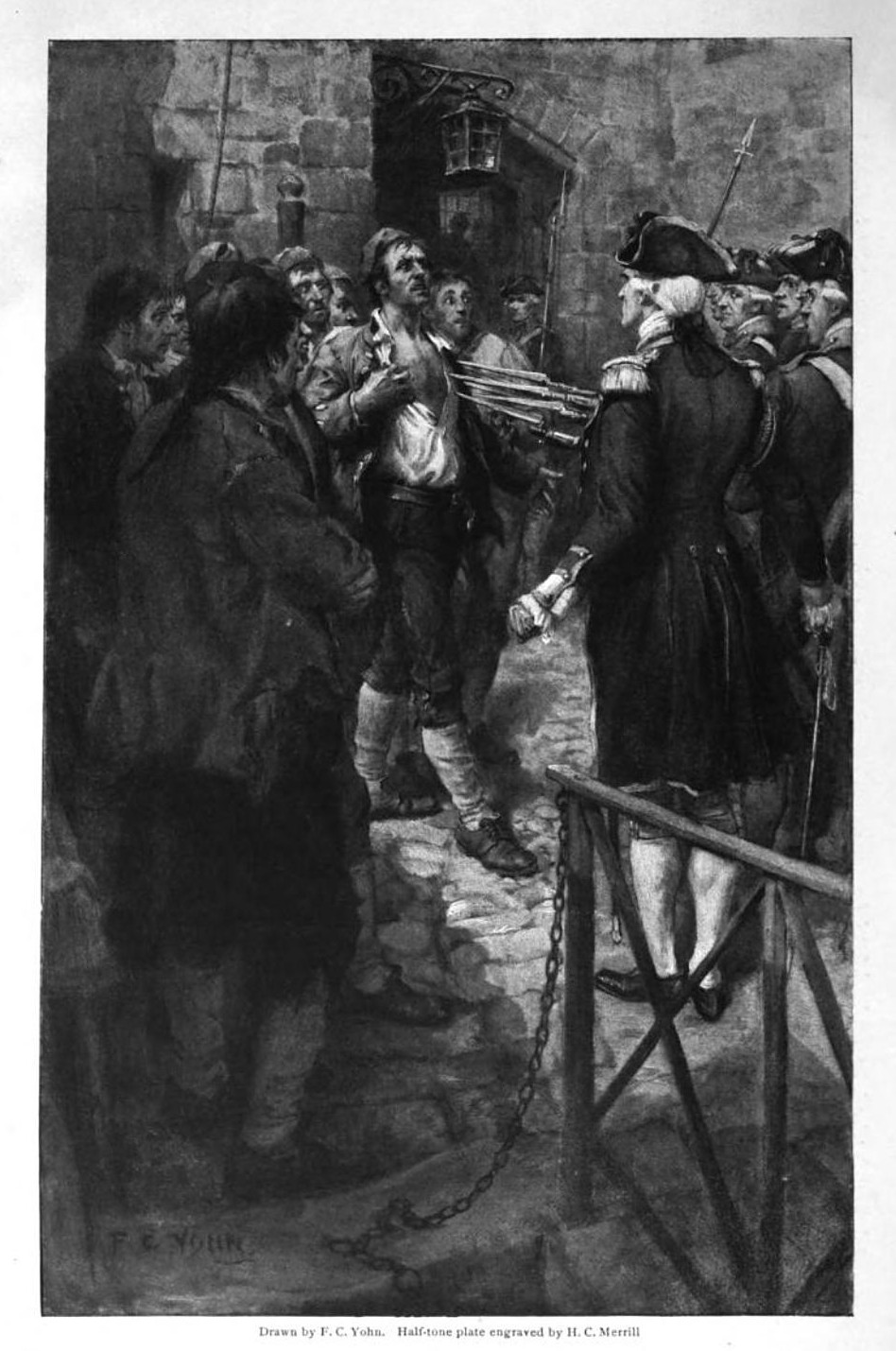
Ітан Аллен після взяття в полон

Після першого зіткнення з британцями під Сен-Жаном з'ясувалося, що через свою хворобу генерал Скайлер не може керувати армією. Він передав свої повноваження Монтгомері та повернувся до форту Тікондерога за кілька днів. Після ще одного невдалого для американців зіткнення та прибуття додаткових сил (800—1000 солдатів) з Коннектикуту, Нью-Гемпширу та Нью-Йорку, а також деяких підрозділів Green Mountain Boys 17 вересня Монтгомері розпочав облогу Сен-Жана. Його силам вдалося розірвати сполучення форту з Монреалем та заволодіти продовольством, необхідним для його гарнізону. Наступного тижня в битві при Лонг-Пуанті під Монреалем британці взяли в полон Ітана Аллена, який, знехтувавши вказівками місцевого ополчення, намагався невеликими силами захопити місто. Ця поразка спричинила короткочасний перехід місцевого ополчення на бік британців, проте за кілька днів багато з них дезертували. 30 жовтня генерал Ґай Карлтон здійснив невдалу спробу відбити облогу форту. Уже 3 листопада американці остаточно захопили форт Сен-Жан.

### Захолення Монреаля
Після взяття Сен-Жана Монтгомері повів свої війська на північ і 8 листопада захопив острів Святого Павла на річці Святого Лаврентія. Наступного дня генерал увійшов до Пуант-Сен-Шарль, де його вітали як визволителя. Генерал Ґай Карлтон вважав, що після падіння Сен-Жана Монреаль захистити було неможливо, тому він покинув місто. Війська Монтгомері остаточно встановили контроль над містом 13 листопада без жодних серйозних боїв. Деякі американські війська пішли нижче за течією річки Святого Лаврентія, де зустріли кораблі, очолювані Карлтоном під час втечі. Пересуватися по річці суднам заважав напрямок вітру. Американці зупинили кораблі Карлтона поблизу міста Сорель й вимагали від них капітуляції, погрожуючи тим, що в іншому випадку американські батареї розстріляють їх нижче за течією. Карлтон, володіючи хибними даними щодо артилерії (насправді нижче за течією справді були артилерійські батареї, однак не настільки потужні, як про це говорили американці), вирішив покинути корабель, наказавши знищити продовольство та порох у разі капітуляції. Карлтон під виглядом звичайного мешканця зміг дістатися до міста Квебек. 19 листопада британський флот капітулював. На захоплених кораблях перебували, зокрема, військовополонені. Серед них був Моузес Гейзен — уродженець Массачусетсу, що через погане ставлення з боку британців вирішив стати на бік американців. Гейзен, що брав участь у франко-індіанській війні, де керував 2-м Канадським полком, долучився до армії Монтгомері.
Перед тим як вирушити до Квебека, Монтгомері оприлюднив звернення до мешканців Монреаля, у якому йшлося про бажання Конгресу, щоб Квебек приєднався до нього. Монтгомері налагодив контакти з прихильниками американців у Монреалі та вмовив їх провести з'їзд для обрання представників до Конгресу. Також він написав листа генералу Скайлеру, щоб той прислав до Монреаля делегацію для активізації дипломатичної діяльності.
Значна частина військ Монтгомері покинула його у зв'язку із завершенням терміну військової служби. Для руху в бік Квебека Монтгомері використав захоплені в британців судна. 28 листопада він вирушив на північний захід по річці Святого Лаврентія з 300 солдатами. Гарнізон з 200 солдатів Монтгомері залишив у Монреалі під командуванням генерала Девіда Вустера. Дорогою до Квебека Монтгомері підібрав новосформований 1-й Канадський полк Джеймса Лівінгстона, що нараховував 200 солдатів.

## Експедиція Арнольда

Американська атака на Квебек. Штрих-пунктирною лінією позначено шлях Монтгомері, суцільною — Арнольда

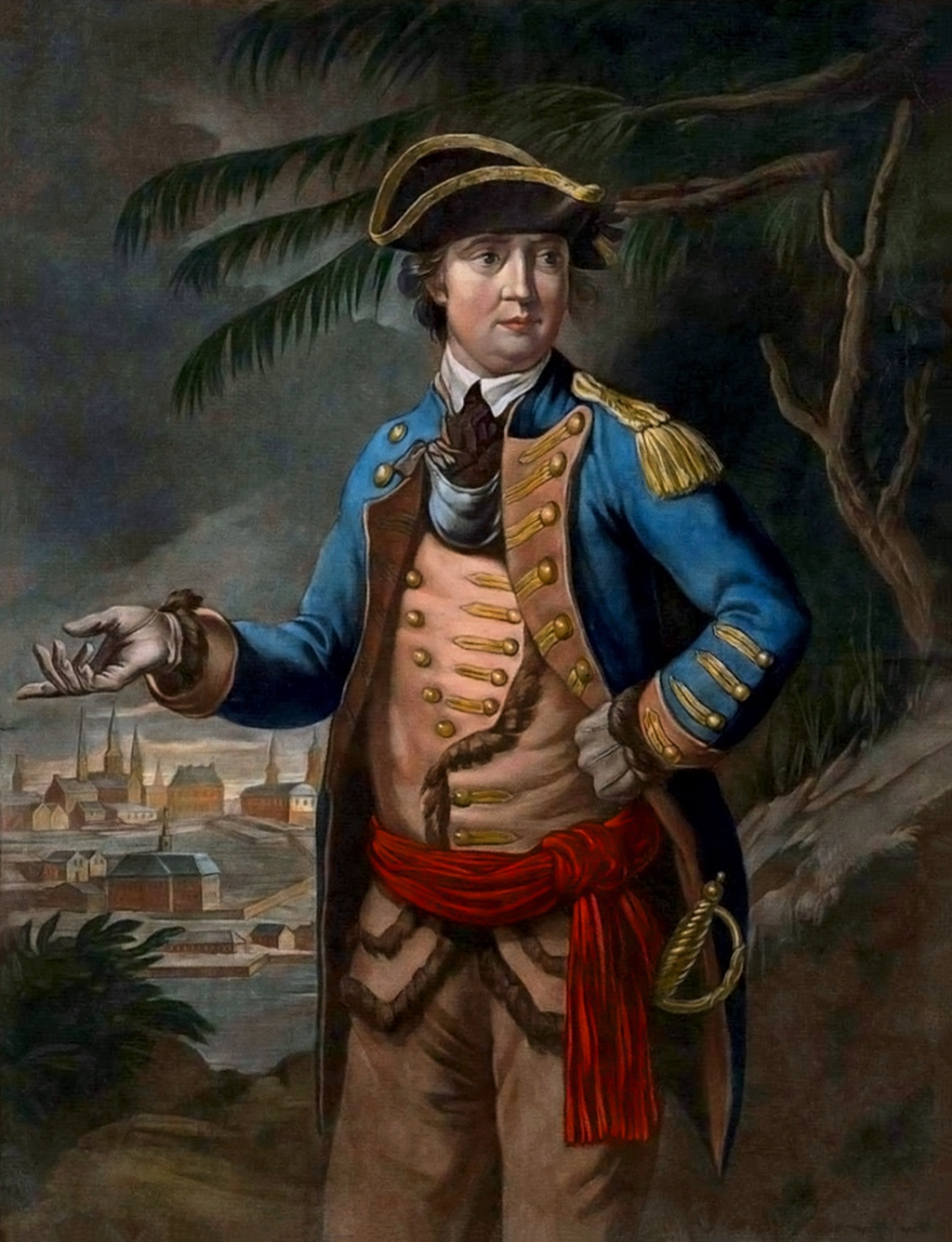
Бенедикт Арнольд

Після невдалої спроби організувати експедицію до озера Шамплейн Бенедикт Арнольд повернувся до Кембриджа під Бостоном та запропонував Джорджу Вашингтону здійснити вторгнення до Квебеку зі сходу для підтримки сил Монтгомері. Вашингтон підтримав таку ідею й надав у розпорядження Арнольда 1100 солдатів, зокрема стрільців Деніела Моргана. Сили Арнольда відплили з Ньюберіпорта до гирла річки Кеннебек, а потім рухалося угору по її течії до форту Вестерн (нині Огаста, Мен).
Експедиція Арнольда була успішною тим, що її командувачеві вдалося доставити війська до міста Квебек. Утім, експедицію спіткали труднощі одразу ж, як вона пройшла останній важливий форпост цивілізації на території сучасного штату Мен. Уздовж річки Кеннебек було багато волоків, при переході яких човни, якими пересувалися війська, часто протікали, що спричиняло втрату пороху та продовольства. Вододіл між річками Кеннебек та Шодьєр являв собою болотистий клубок озер і струмків. До того ж, погода під час переходу цієї місцевості була несприятливою. Це змусило чверть військ експедиції повернутися назад. Спуск униз за течією Шодьєра спричинив втрату суден, оскільки солдати не мали досвіду керування ними у швидких водах.
У листопаді 1775 року, коли Арнольд досяг поселень уздовж річки Святого Лаврентія, його сили нараховували лише 600 солдатів. Експедиції довелося пройти крізь 400 миль диких безлюдних місцевостей. 14 листопада війська дісталися полів Авраама, звідки Арнольд послав до британців переговорника з вимогою капітулювати; утім, британці відповіли відмовою. Американці, що не мали артилерії й були виснажені переходом через Мен, опинилися під стінами добре укріпленого міста. У таких умовах 19 листопада Арнольд вирішив відступити до Пуант-о-Трамбль, щоб зачекати до прибуття Монтгомері, який нещодавно захопив Монреаль. Водночас Карлтон прибув до Квебека після своєї поразки в Монреалі.
2 грудня Монтгомері прибув до Квебека із 500 солдатами, захопленим британським продовольством та зимовим одягом. Сили двох експедицій об'єдналися й планували атаку на місто Квебек. За три дні Континентальна армія зайняла поля Авраама та почала облогу Квебека.

## Битва при Квебеку
Під час підготовки атаки на Квебек до американців прибув Крістоф Пелісьє, француз, що мешкав на околицях міста Труа-Рів'єр, який просив зустрічі з Монтгомері. Пелісьє, керівник металургійного заводу в Сен-Морісі, був прихильником американців. Монтгомері обговорив з ним свою ідею організувати провінційний конгрес у Квебеку. Натомість Пелісьє виступив проти такого конгресу, допоки американці не зайняли місто, оскільки мешканці не почували б себе в безпеці під час зібрання. Однак вони уклали домовленість про те, що завод Пелісьє виготовлятиме боєприпаси для облоги Квебека.
Під час великого снігопаду 31 грудня 1775 року сили Монтгомері, Арнольда та Джеймса Лівінгстона атакували Квебек. Американські війська, що не мали ні чисельної переваги, ні тактичних переваг, зазнали від військ Ґая Карлтона значних втрат. Монтгомері був убитий, Арнольд — поранений. Велика кількість солдатів, серед яких був Деніел Морган — командувач стрільців експедиційних сил Арнольда. Після битви Арнольд відправив Моузеса Гейзена та солдата Едварда Антілла до Девіда Вустера в Монреалі та Конгресу у Філадельфії з повідомленням про поразку під Квебеком.

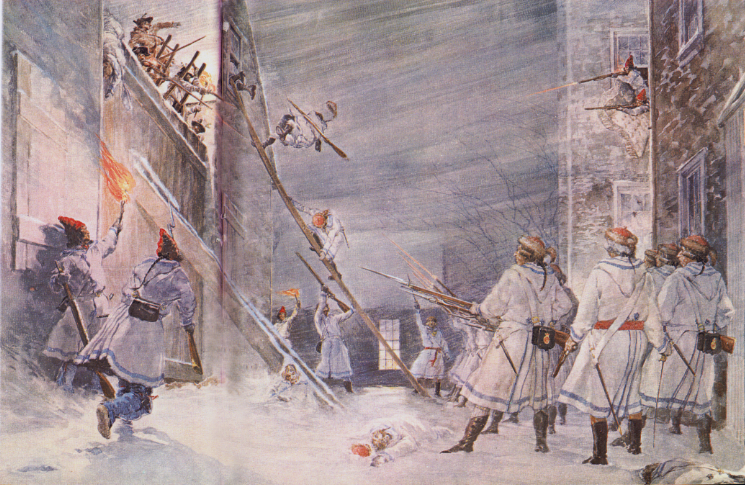
Оборона Квебека від американського штурму. Грудень 1775

Командувач британськими силами генерал Карлтон вирішив не переслідувати переможених американців, а натомість залишився в межах міських фортифікацій, очікуючи на прибуття підкріплень із Великої Британії навесні 1776 року — після відлиги на річці. Арнольд командував безуспішною облогою міста до березня 1776 року, коли його замінили генералом Вустером і перевели до Монреаля. Протягом місяців облоги американська армія страждала від несприятливих зимових погодніх умов та епідемії віспи, що ширилася табором. Утім, ці втрати вдавалося покривати за рахунок підкріплень, які прибували до американців щомісяця. 14 березня Жан-Батист Шассьєр, квебецький мельник, повідомив генералу Карлтону, що на південному березі річки Святого Лаврентія є група із 200 солдатів, готова атакувати американців. Цих та інших чоловіків мобілізували, однак у битві при Сен-П'єрі ці сили були розбиті проамериканським місцевим ополченням, що знаходилося на південному березі річки.
Ще до того як Конгрес дізнався про поразку під Квебеком, він зібрав направив у театр бойових дій 6500 солдатів. Ці сили, попри несприятливі зимові умови, пройшли через Монреаль до табору американців під Квебеком. На кінець березня американські сили біля міста нараховували майже 3000 осіб, при цьому майже чверть з них була непридатна для служби, переважно через епідемію віспи. Ветеран війни Джон Джозеф Генрі згодом згадував, що солдати під час кампанії робили собі «щеплення» «шляхом розриву під нігтями за допомогою шпильок або голок». Така практика була поширеною й після вторгнення у Квебек попри те, що американські військові чиновники намагалися заборонити її через зниження боєздатності війська. Крім того, Джеймс Лівінгстон та Моузес Гейзен, що командували загоном із 500 солдатів-канадців, песимістично ставилися до їхньої вірності та співпраці з місцевим населенням через тривалу лоялістську пропаганду.
У Конгресі існували протиріччя з приводу прохання Арнольда про призначення більш досвідченого командувача для ведення облоги. У січні 1776 року Конгрес спершу обрав генерала Чарльза Лі, що служив у британській армії. Однак за тиждень Конгрес вирішив відправити Лі у південні штати для протистояння можливому британському вторгненню там (врешті, на півдні британську атаку відбили в червні 1776 року в ході битви за форт Салліван). У березні 1776 року Конгрес остаточно обрав генерала Джона Томаса, що раніше служив під час облоги американськими військами Бостона.

## Події в Монреалі

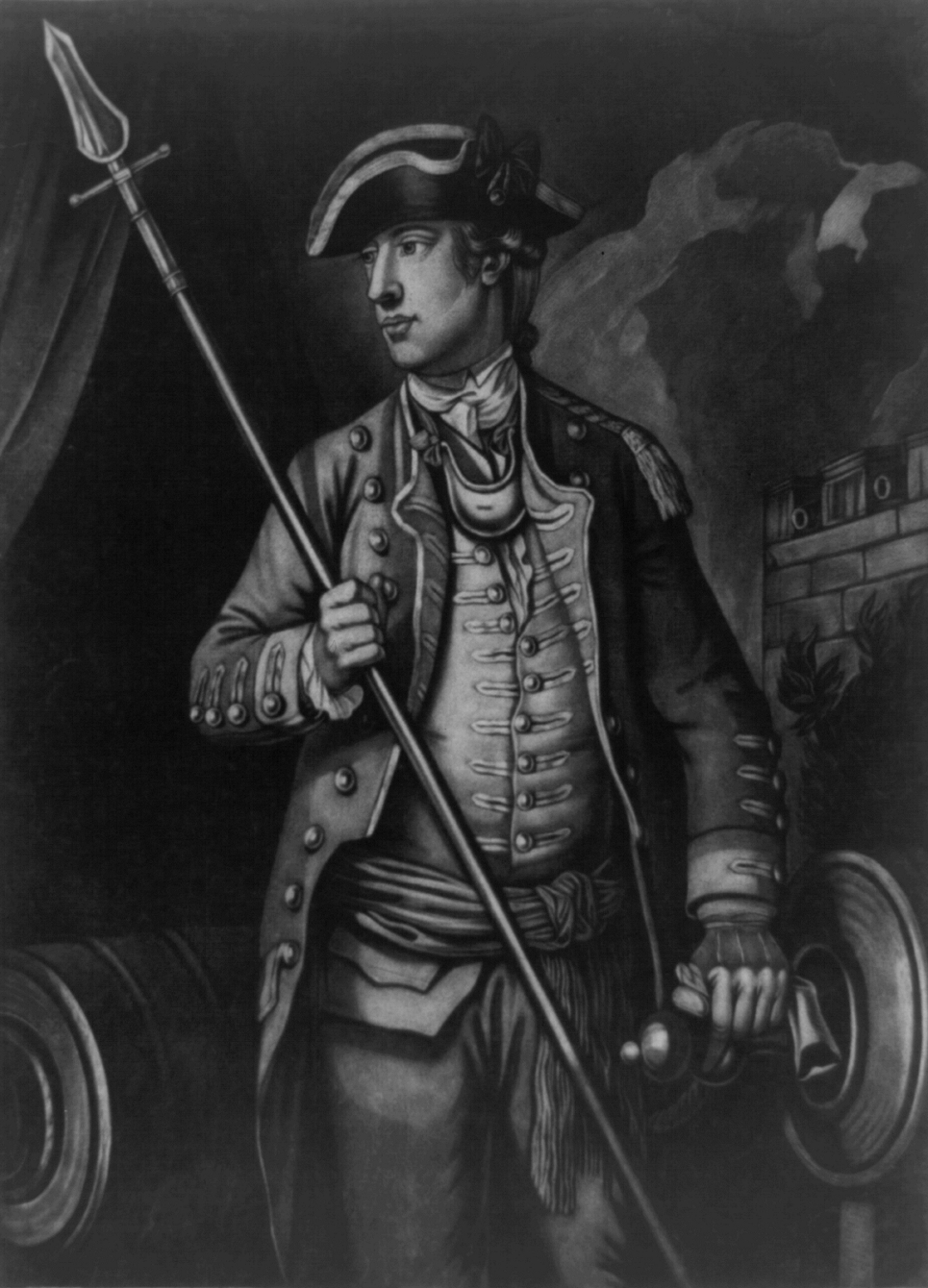
Девід Вустер

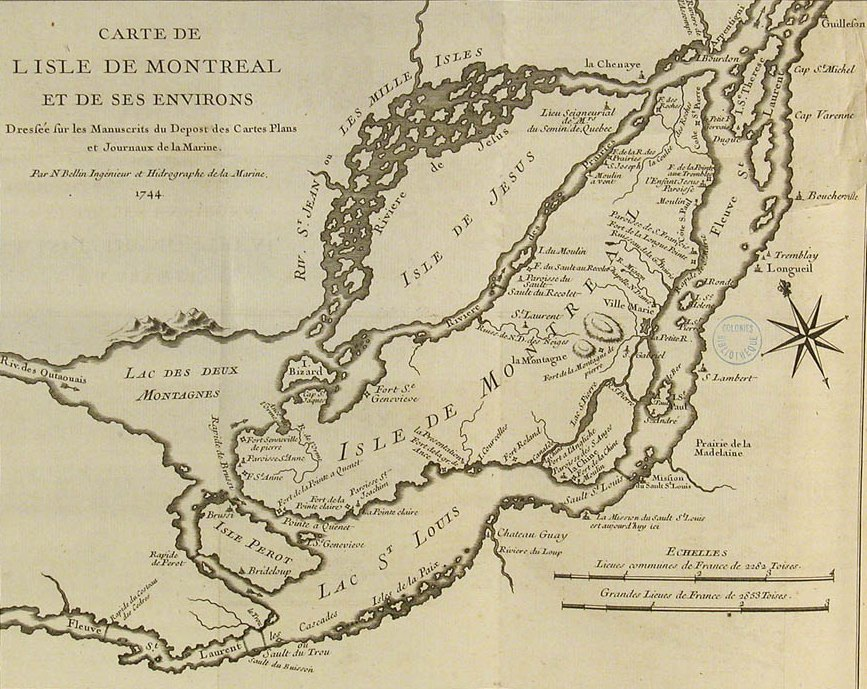
Карта Монреаля 1744 року

Коли генерал Монтгомері рушив до Квебека, він залишив Монреаль під управління бригадного генерала Девіда Вустера. Хоча спершу Вустер мав добрі відносини з мешканцями міста, згодом він ухвалив кілька рішень, що викликали неприязнь місцевого населення до американців. Пообіцявши монреальцям втілення американських ідей на їхній території, Вустер розпочав арешти лоялістів та погрожував цим будь-кому, хто виступить проти американської влади. Також він роззброїв кілька громад і змушував місцеве ополчення виплачувати американцям королівські комісії. Тих, хто не погоджувався з політикою Вустера, арештовували та ув'язнювали у форті Шамблі. До того ж, американці для оплати поставок боєприпасів та надання послуг надавали перевагу готівці, тоді як канадці — монетам. Разом усе це спричинило розчарування канадців в американській експедиції. 20 березня 1776 року Вустер покинув Монреаль, щоб замінити Арнольда в командуванні військами під час облоги Квебека. Для управління містом він залишив Моузеса Гейзена та 2-й Канадський полк. 19 квітня до міста прибув Арнольд.
29 квітня до Монреаля прибула делегація Континентального конгресу на чолі з єзуїтським священником Джоном Кероллом та французьким видавцем із Філадельфії Флері Меспле. Серед членів делегації був відомий американський філософ, науковець та політик Бенджамін Франклін. Конгрес поставив делегації завдання вивчити та оцінити ситуацію у Квебеку та спробувати схилити громадську думку на свій бік. Оскільки відносини між американцями та канадцями вже були зіпсовані, делегації не вдалося виконати поставлені завдання. Також їй не вдалося вирішити ситуацію з великою кількістю боргів, що накопичилися в американців перед місцевими. Намагання схилити на свій бік католицьке духовенство також були марними, оскільки Квебекський акт Британського парламенту 1774 року знімав усі обмеження за релігійною ознакою. Флері Меспле встиг надати громаді Монреаля тільки свій типографський прес. Після звісток про поразку під Квебеком 11 травня Франклін та Керролл виїхали з Монреаля та повернулися до Філадельфії. Двоє інших делегатів, Семюел Чейз та Чарльз Керролл, залишилися в місті і, проаналізувавши ситуацію, зробили висновок, що та півдні та сході від Монреаля склалися сприятливі для американців умови для ведення оборони. 27 травня вони написали листа Конгресові, в якому виклали ситуацію, що склалася, а потім виїхали на південь від Монреаля.

### Битва під Ле-Седром

Бойові дії на захід від Монреаля на початку 1776 року

Вище за течією річки Святого Лаврентія від Монреаля після його взяття військами Монтгомері залишилося багато невеликих британських гарнізонів, з якими американці не контактували. З настанням весни обзроєні групи індіанських племен каюга, сенека та міссіссогів в Освегатчі, одному з таких британських гарнізонів, зібрали під командуванням капітана Джорджа Форстера сили, достатні для завдання руйнівного удару по американських силах. Прислухавшись до порад лоялістів, що втекли з Монреаля, Форстер взяв цих індіанців на службу. Крім того, за часів свого перебування в Монреалі генерал Вустер заборонив торгівлю з індіанцями вище за течією від міста, побоюючись, що продане там продовольство може потрапити до рук британців. Однак делегація Конгресу, що перебувала в Монреалі у квітні-травні, скасувала це рішення.
Щоб перешкодити відтоку продовольства до британців, Моузес Гейзен відрядив загін із 390 солдатів на чолі з полковником Тімоті Беделом на позицію в 40 милях (64 кілометрах) вище за течією від Монреаля біля поселення Ле-Седр, де вони почали зводити фортифікаційні укріплення. Індіанці та лоялісти повідомили про це капітана Форстера, і 15 травня із загоном місцевих племен, ополчення та регулярних сил чисельністю 250 осіб він рушив до Ле-Седра. 18 травня після кількох зіткнень, відомих як битва під Ле-Седром, американський лейтенант Ісаак Баттерфілд здався в полон, а наступного дня, 19 травня, після короткотривалого зіткнення здалися ще 100 американців, відправлених як підкріплення.

### Кенз-Шен
Після звістки про поразку під Ле-Седром Бенедикт Арнольд, що перебував у Монреалі, почав негайно збирати сили й закріпився в поселенні Лашін неподалік від міста вище за течією річки. Залишивши полонених у Ле-Седрі, капітан Форстер рушив у напрямку Монреаля із загоном чисельністю 500 солдатів. 24 травня він отримав дані розвідки про місцезнаходження Арнольда. Сам Арнольд очікував на прибуття підкріплень. Оскільки його сили постійно зменшувалися, він запропонував угоду про обмін американських полонених в Ле-Седрі на британських полонених, захоплених під час облоги форту Сен-Жан. Після короткої гарматної канонади поблизу поселення Кенз-Шен Арнольд підтвердив угоду. Обмін полоненими відбувся 27-30 травня.

## Прибуття підкріплень до Квебека

### Американські сили
Американський генерал Джон Томас не міг рухатися на північ до кінця квітня 1776 року через те, що озеро Шамплейн було вкрите льодом. Занепокоєний через повідомлення про неготовність військ та поширення серед солдатів хвороб, він попросив Джорджа Вашингтона надіслати додаткові сили, тоді як сам далі чекав на скресання льоду. Діставшись до Монреаля, Томас дізнався, що багато солдатів мали служити тільки до 15 квітня і що через це з одного полку, до якого входили 750 військових, тільки 75 перепливли Шамплейн. Таке становище призвело до того, що Конгрес наказав Вашингтону надіслати на північ більше військ. Наприкінці квітня він відрядив десять полків, очолених Вільямом Томпсоном та Джоном Салліваном. Це рішення значно послабило сили Вашингтона в Нью-Йорку, де він готувався зустріти британський флот. Водночас виникла проблема з транспортуванням військ: на озерах Джордж та Шамплейн не вистачало суден для переправлення солдатів на інший берег. До того ж, у Квебеку американським військам не вистачало продовольства, через що багато суден перевозили не війська, а провіант. Як наслідок, війська Саллівана залишалися у форті Тікондерога до початку червня.
Генерал Вустер прибув із підкріпленнями до американського табору під Квебеком на початку квітня. Підкріплення в невеликих кількостях продовжували прибувати й надалі, допоки наприкінці квітня не прибув генерал Томас, у якого номінально було 2000 солдатів, проте ці сили були ослаблені наслідками епідемії віспи та холодною канадською зимою. 2 травня почали ширитися чутки про те, що кораблі з британськими підкріпленнями увійшли в гирло річки Святого Лаврентія. 5 травня Томас вирішив відвести свої сили до Труа-Рів'єра. Пізніше того ж дня він отримав дані про перебування 15 британських кораблів у 40 лігах від міста, що очікували на настання сприятливих умов для руху вище за течією річки. Евакуація американського табору розпочалася наступного дня, коли війська помітили щогли кораблів; пізніше вітер змінив свій напрямок, і трьом кораблям вдалося увійти до Квебека.

### Британські сили

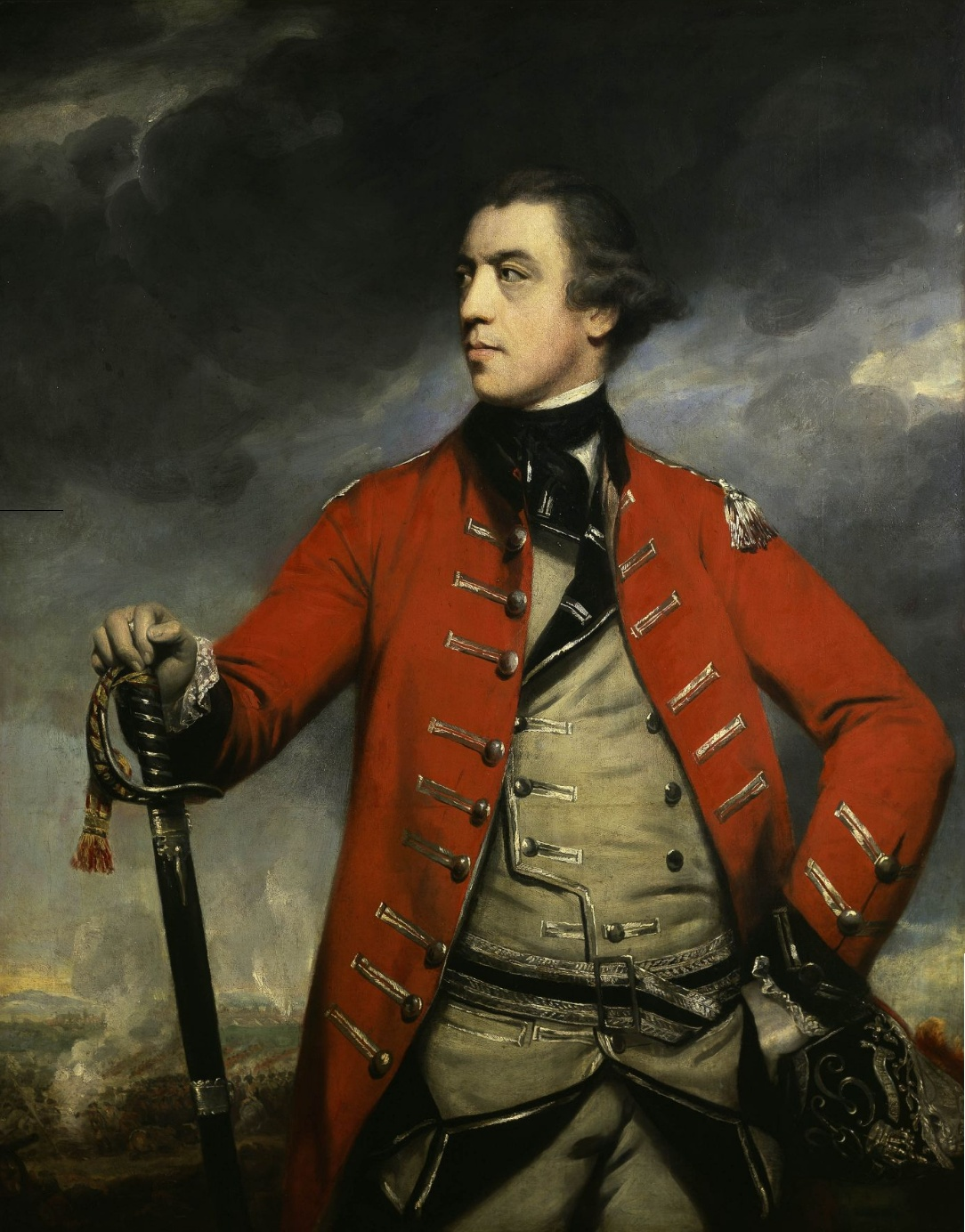
Генерал Джон Бергойн, що прибув з підкріпленнями до Квебеку

Після того як до Лондона дійшли новини про поразку британських сил у битвах при Лексінгтоні та Конкорді, уряд лорда Норта, усвідомлюючи нестачу британських сил для придушення повстання, почав переговори з урядами інших європейських держав. Імператриця Росії Катерина II відхилила запит на російські війська, однак німецькі князівства погодилися надати свої сили. Із 50 тисяч солдатів, які Британія зібрала 1776 року, близько третини були надані німецькими правителями. Велика кількість військ прибула із князівств Гессен-Кассель та Гессен-Ганау, через що їх прозвали «гессенськими найманцями». Із загальних 50 тисяч британських сил приблизно 11 тисяч були задіяні у Квебеку. У лютому 1776 року війська з Гессен-Ганау та Брауншвейг-Люнебургу дісталися Корка в Ірландії й на початку квітня відпливли до Північної Америки разом з рештою британських підкріплень.

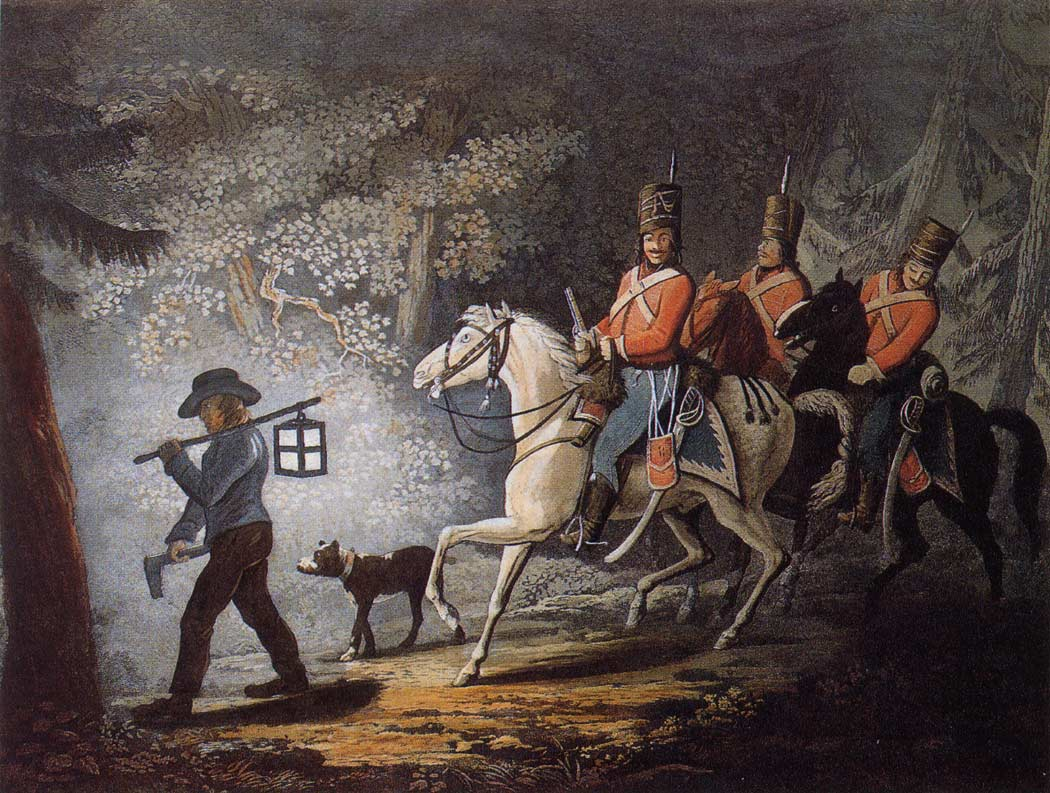
Гессенські найманці

Після прибуття військ до Квебека Карлтон, знаючи про евакуацію американських сил із табора під містом, організував висадку із кораблів й опівдні направив загін із 900 солдатів у розвідку. Серед американців почалася паніка, й вони почали неорганізовано відступати. Сподіваючись перемогти противника з мінімальними втратами, Карлтон відправив кілька кораблів угору за течією річки Святого Лаврентія, щоб переслідувати американців і за можливості заблокувати їх. Цим силам вдалося взяти в полон багато американських солдатів, більшість з яких були хворі або поранені, а також загін солдатів, покинутий на південному березі річки. Неорганізовано відступаючи, американці залишили британцям багато гармат та пороху. 7 травня поблизу Дешамбо, в сорока милях від Квебека, американці перегрупувалися. Там Джон Томас провів військову раду, на якій більшість командувачів виступили за відступ. Томас вирішив залишити 500 солдатів у Дешамбо, а решту — перекинути до Сореля. Також він надіслав до Монреаля лист із проханням про допомогу, оскільки його солдати мали тільки власний одяг та запас їжі лише на кілька днів.
Делегація Конгресу, що тоді перебувала в Монреалі, вважала, що утримання річки Святого Лаврентія вже було неможливе, тож надіслала до Дешамбо невеликий загін солдатів. Томас, що протягом шести днів чекав на відповідь із Монреаля, яка так і не надійшла, продовжив відступ далі до Труа-Рів'єра. Водночас він зіткнувся із британськими силами, що висадилися з кораблів, які наздогнали їх річкою. 15 травня сили Томаса дійшли до Труа-Рів'єра, де вони залишили хворих солдатів та загін військових із Нью-Джерсі для захисту від британців. 18 травня сили Томаса, дійшовши до Сореля, об'єдналися із силами генерала Томпсона. Там же 21 травня відбулася військова рада з делегатами від Конгресу. Того ж дня Томас захворів на віспу й помер 2 червня. Війська замість нього очолив Томпсон.

## Контрнаступ Карлтона

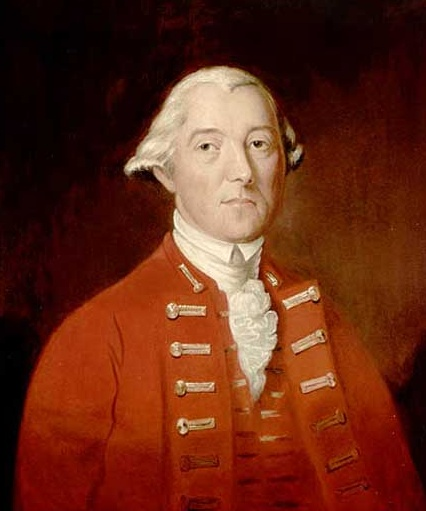
Генерал Ґай Карлтон

### Труа-Рів'єр
6 травня 1776 року невелика ескадра британських кораблів на чолі з капітаном Чарльзом Дугласом прибула до Квебека з 3000 солдатів та продовольством, прискоривши відступ американців до Сореля. Однак генерал Ґай Карлтон не проводив наступальних дій аж до 22 травня, коли він все ж направив до Труа-Рів'єра 29-й та 47-й полки. Дізнавшись про успіх капітана Форстера під Ла-Седром, Карлтон призначив Аллана Макліна командувачем військ, що переслідували американців, а сам залишився у Квебеку. У Труа-Рів'єрі Маклін зустрівся з генерал-лейтенантом Джоном Бергойном, що 1 червня прибув до Канади з ірландськими рекрутами, гессенськими найманцями та грошима.
Відступивши до Сореля, американці отримали повідомлення про перебування в Труа-Рів'єрі «лише 300 солдатів», тож вони вирішили, що зможуть повернути місто. Не знаючи про прибуття великого британського підкріплення і знехтувавши ландшафтом навколо міста, генерал Томпсон направив 2000 солдатів у болотисту місцевість навколо Труа-Рів'єра. Оскільки британські сили встигли облаштувати добре укріплені позиції, американські солдати у битві при Труа-Рів'єрі зазнали катастрофічної поразки. У британський полон потрапили Томпсон та більшість його офіцерів, а також 200 солдатів і кораблів, що брали участь в американській експедиції. Сили в Сорелі, якими відтепер командував генерал Салліван, були змушені відступити. Утім, Карлтон не скористався перевагою, здобутою за результатом битви, а в серпні він повернув американських військовополонених до Нью-Йорка.

### Відступ до Краун-Пойнта
14 червня Карлтон з армією відплив до Сореля. Того ж дня вони дісталися міста й виявили, що американці покинули його вранці й рухалися вздовж долини річки Рішельє до фортів Шамблі та Сен-Жан. На відміну від відступу з-під Квебека, зараз американці рухалися більш організовано, хоча після прибуття британського флоту деякі підрозділи відірвалися від основних сил та були змушені рухатися до Монреаля, щоб там з'єднатися із військами Арнольда. Карлтон направив Бергойна з 4000 солдатів переслідувати американців уздовж Рішельє, тоді як сам продовжив рухатися на Монреаль.
У Монреалі Арнольд, не знаючи про події на схід уздовж річки Святого Лаврентія, зміг завершити переговори з Форстером. 15 червня він надіслав до Сореля гінця по новини від генерала Саллівана. Коли гінець виявив у місті британський флот, він втік до берега річка й на вкраденому коні повернувся до Монреаля. За чотири години Арнольд та американські сили в Монреалі та навколо нього покинули місто та передали його місцевому ополченню, перед тим спробувавши його спалити. Флот Карлтона прибув до Монреаля 17 червня.
Того ж дня сили Арнольда наздогнали основні сили американців поблизу форту Сен-Жан. Армія Саллівана на той час була небоєздатною, тож на військовій раді було ухвалено рішення відступити до Краун-Пойнта. Американці покинули форт буквально перед прибуттям туди військ Бергойна.
Залишки американських військ прибули до Краун-Пойнта на початку липня. Однак кампанія цим не закінчилася, оскільки британці продовжили наступ.

### Будівництво флоту
Увесь шлях уздовж Рішельє та озера Шамплейн американці уникали британські кораблі та спалювали всі човни, які не використовували самі. Через це британці були змушені кілька місяців будувати судна на озері Шамплейн. 28 вересня 1776 року Карлтон написав у Лондон: «Я очікував, що наш флот скоро відпливе з надією на успіх, якщо він вступить у дію». Водночас озеро досі патрулював невеликий флот, який збудували Арнольд та Аллен після захоплення форту Тікондерога.
Поки британські війська будували флот, Карлтон займався облаштуванням у Монреалі. Ще до того як американці відступили від Квебека, Карлтон створив комітети для розслідування дій їхніх прихильників та відправив їх у сільські місцевості, щоб арештувати тих, хто активно співпрацював з американцями та, зокрема, арештовував лоялістів. Після повернення британців до Монреаля там були створені такі ж комісії.

### Острів Валькур

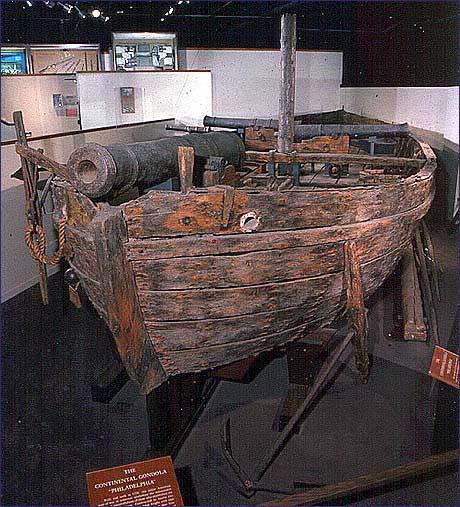
— корабель Континентальної армії, що брав участь у битві біля острова Валькур

На початку липня 1776 року сили Континентальної армії на півночі очолив генерал Гораціо Ґейтс. Він перевів більшість наявних сил до форту Тікондерога, залишивши в Краун-Пойнті тільки 300 солдатів. У Тікондерозі американці будували фортифікації, тоді як Арнольд у Краун-Пойнті будував американський флот. Протягом літа в Тікондерозі збиралися підкріплення, і чисельність американських сил зросла до 10 тисяч солдатів. У Південній затоці озера Шамплейн, в селі Скенесборо (нині Вайтголл), для будівництва флоту там також перебувала невелика група кораблебудівельників.

План битви біля острова Валькур. Карта 1776 року

7 жовтня, коли флот британців був готовий, Карлтон продовжив наступати. 9 жовтня британці вже були на озері Шамплейн. 11 жовтня між островом Валькур та західним узбережжям озера почалася битва, в якій британці завдали значної шкоди флоту Арнольда, змусивши його відступити до Краун-Пойнта. Повважавши, що Краун-Пойнт не є надійним місцем для оборони, Арнольд відступив до Тікондероги. 17 жовтня британці захопили Краун-Пойнт.
Війська Карлтона пробули в Краун-Пойнті два тижні. Деякі підрозділи просунулися на три милі в напрямку Тікондероги, намагаючись змусити армію Ґейтса вступити в бій. З настанням зими 2 листопада британці покинули Краун-Пойнт і повернулися у Квебек.

## Наслідки
Вторгнення у Квебек обернулося для американців катастрофою, однак відступ Арнольда з Квебека та будівництво флоту на озері Шамплейн відклали дії британців у відповідь на 1777 рік. Історики виокремлюють багато причин американської поразки у Квебеку, серед яких на чільному місці епідемія віспи. Карлтон зазнав критики з боку Бергойна через те, що не переслідував американців під час їхнього відступу з більшою агресивністю. Через це Джордж Джермейн, державний секретар у справах колоній та уповноважений уряду короля Георга III у справах війни, призначив командувачем військ у кампанії 1777 року Бергойна. Тоді Карлтон подав у відставку з посади губернатора Квебеку.
Значна частина сил Континентальної армії у форті Тікондерога разом з генералами Ґейтсом та Арнольдом у листопаді передислокувалися на південь, щоб підсилити війська генерала Джорджа Вашингтона. На той час він уже втратив Нью-Йорк, а на початку грудня перетнув Делавер та увійшов до Пенсильванії. Завоювання Квебеку та інших британських колоній у Північній Америці залишалося ціллю Конгресу впродовж усієї війни. Утім, Джордж Вашингтон, що хоча й підтримував вторгнення до Канади, вважав такі експедиції непріоритетними, оскільки вони потребують значних людських та матеріальних ресурсів, тож ці плани не були втілені.
Кілька сотень солдатів британського та французького походження продовжували воювати в лавах Континентальної армії. Під командуванням Лівінгстона та Гейзена вони брали участь у бойових діях на різних театрах війни. Втративши значне майно у Квебеку, ці солдати були змушені залишитися в армії й під час служби чинили тиск на американську політичну та військову владу з вимогами виконувати свої фінансові зобов'язання. Наприкінці війни франко-канадці возз'єдналися зі своїми сім'ями, що проживали в Олбані та Фішкіллі; деякі з них оселилися в районі на півночі Нью-Йорка, який відвели спеціально для «біженців» із Квебеку та Нової Шотландії.
Під час мирних переговорів у Парижі американські делегати, зокрема Бенджамін Франклін, безуспішно вимагали віддати Сполученим Штатам весь Квебек. Як наслідок, Британія віддала США невелику частину південно-західного Квебеку. Під час британсько-американської війни 1812—1814 років Армія США здійснила вторгнення до Квебеку, так само сподіваючись на підтримку місцевого населення. Утім, вторгнення зазнало поразки і зараз розглядається як важливий фактор формування сучасної канадської ідентичності.